# Yūji Keigoshi
Yūji Keigoshi (慶越 雄二?, Keigoshi Yūji; Prefettura di Kagoshima, 17 settembre 1963) è un ex calciatore giapponese, di ruolo portiere.

## Carriera
Ha totalizzato 39 presenze nella Japan Soccer League.